# Adriana Serra Zanetti
Adriana Serra Zanetti (ur. 5 marca 1976 w Modenie) – włoska tenisistka, starsza siostra Antonelli Serry Zanetti.
Jest profesjonalną tenisistką od 1992 roku. Należy do wąskiego grona zawodniczek, które grają oburącz zarówno backhand, jak i forehand. Wygrała trzy turnieje deblowe w karierze zawodowej. 11 lutego 2002 klasyfikowana była na 38. miejscu w rankingu światowym. 17 czerwca tego samego roku odnotowała 69. pozycję w rankingu deblowym. W 2002 roku doszła do ćwierćfinału Australian Open.
Reprezentowała Włochy w Pucharze Federacji oraz na igrzyskach olimpijskich.